# كلارنس كينغ
كلارنس كينغ (بالإنجليزية: Clarence King) (1842 – 1901) هو جيولوجي أمريكي. وكان قد ولد في نيوبورت في رود آيلاند في 6 يناير 1842. وتخرج من جامعة ييل. وأهم أعماله هي عمليات الاستكشاف الجيولوجي للخط المتوازي الأربعين، والتي شكلت التقارير الرئيسية عنه (1876 و1877) الأطلس الجغرافي والطوبوغرافي لجبال الروكي والنهر الأخضر في كولورادو وأحواض يوتاه وهضبة وحوض نيفادا. وعندما تم توحيد مشروع الماسح الجيولوجي الأمريكي عام 1879 تم اختيار كينغ كمدير للمشروع، ونظم بنشاط حملات البحث في كولورادو وفي مقاطعة يوريكا وعرق كومستوك في نيفادا. واستمر في المنصب لسنة واحدة؛ وفي سنواته التالية كان إسهامه المهم الوحيد في الجيولوجيا كان مقالة عن عمر الأرض، والتي ظهرت في التقرير السنوي الذي أصدرته الجمعية السميثسونية للعام 1893. ومات في فينيكس، أريزونا يوم 24 ديسمبر 1901.

## روابط خارجية
- كلارنس كينغ على موقع الموسوعة البريطانية (الإنجليزية)